# Liste der Monuments historiques in Gourlizon
Die Liste der Monuments historiques in Gourlizon führt die Monuments historiques in der französischen Gemeinde Gourlizon auf.

## Liste der Objekte
| Bezeichnung      | Beschreibung                      | Standort                        | Kennzeichnung | Schutzstatus | Datum | Bild |
| ---------------- | --------------------------------- | ------------------------------- | ------------- | ------------ | ----- | ---- |
| Kelch            | Silber, Ende des 16. Jahrhunderts | in der Kirche St-Cornély (Lage) | PM29000319    | Classé       | 1965  |      |
| Kelch und Patene | Silber, vergoldet, 1583           | in der Kirche St-Cornély (Lage) | PM29000320    | Classé       | 1965  |      |